# 吕贝萨克
吕贝萨克（法語：Lubersac，法語發音：[lybɛʁsak]）是法国科雷兹省的一个市镇，位于该省西北部，和上维埃纳省接壤，属于布里夫拉盖亚尔德区。

## 地理
吕贝萨克（45°26'41"N, 1°24'16"E）面积57.46 平方千米，位于法国新阿基坦大区科雷兹省，该省份为法国中南部省份，北起上维埃纳省和克勒兹省，西接多爾多涅省，南至洛特省，东临多姆山省和康塔爾省。
与吕贝萨克接壤的市镇（或旧市镇、城区）包括：阿尔纳克蓬帕杜、伯奈、贝萨克、蒙日博、圣于连勒旺多穆瓦、特罗什、库萨克博讷瓦勒。

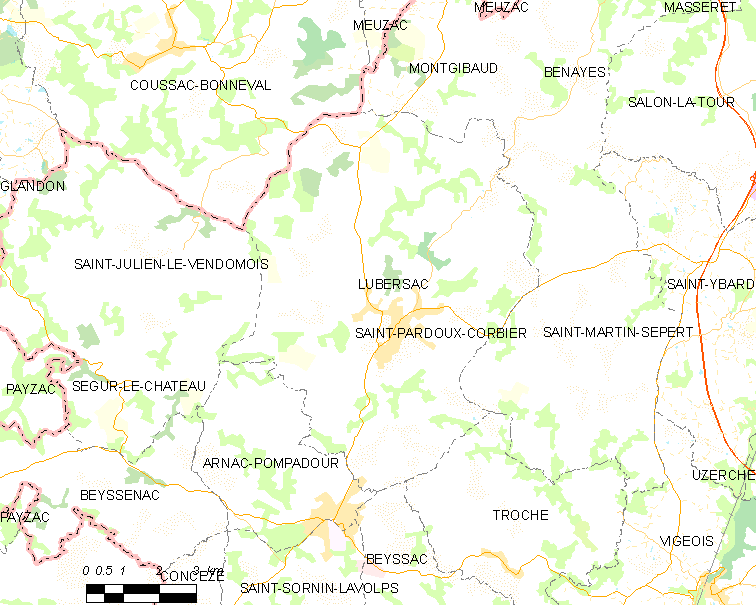
吕贝萨克的OSM定位图

吕贝萨克的时区为UTC+01:00、UTC+02:00（夏令时）。

## 行政
吕贝萨克的邮政编码为19210，INSEE市镇编码为19121。

## 政治
吕贝萨克所属的省级选区为于泽什县。

## 人口

1962-2008年间吕贝萨克人口变化图示

吕贝萨克于2022年1月1日时的人口数量为2253人。